# Y-Transistor
Der Y-Transistor gehört zur Gruppe der kohärenten Halbleiterbauelemente. Die Elektronen aus der Quelle gelangen in eine der beiden Y-Verzweigungen, wobei der Strom durch die seitlichen Gates im Gegentaktmodus kontrolliert wird. 

## Eigenschaften
Der Vorteil gegenüber einem herkömmlichen Transistor besteht darin, dass im Bereich ballistischen Transports in keinem der Zweige eine Barriere aufgebaut werden muss, um die Elektronen in den anderen Zweig zu leiten. Das geschieht durch eine Richtungsänderung der Elektronenwellenfunktion, so dass die Wahrscheinlichkeit der Elektronen, in einen der beiden Zweige zu fließen, gegenüber dem anderen erhöht wird. Von daher ist das Schalten auch nicht durch die Temperatur limitiert. 
Die Technologie basiert auf einem zweidimensionalen Elektronengas einer modulationsdotierten Heterostruktur mit sehr hoher Beweglichkeit. Die Herstellung erfolgt durch Elektronenstrahllithographie und Lift-off-Verfahren.